# كينيث ميتشيل (لاعب كريكت)
كينيث ميتشيل (5 ديسمبر 1924 - 14 ديسمبر 1986) (بالإنجليزية: Kenneth Mitchell)‏ هو لاعب كريكت بريطاني (وحمل سابقاً جنسية المملكة المتحدة لبريطانيا العظمى وأيرلندا). شارك مع منتخب إنجلترا للكريكت.

## وصلات خارجية
- كينيث ميتشيل على موقع إي آس بي آن كريك إنفو (الإنجليزية)